# Oddgeir Mellomstrand
Oddgeir Mellomstrand (24 settembre 1956) è un ex calciatore norvegese, di ruolo difensore.

## Carriera

### Club
Mellomstrand giocò con la maglia del Vigrestad, prima di trasferirsi al Bryne. Fu in forza a quest'ultima squadra dal 1979 al 1986, collezionando 124 presenze e 9 reti nella massima divisione norvegese. In seguito, si trasferì al Nærbø.